# Gerry Blakes
Gerry Blakes (Inglewood, 16 novembre 1993) è un cestista statunitense.

## Palmarès
- Campionato svedese: 1

Norrköping Dolphins: 2017-18
- Alpe Adria Cup: 1

Dąbrowa Górnicza: 2022-2023